# 9/11 Mysteries – Die Zerstörung des World Trade Centers
9/11 Mysteries – Die Zerstörung des World Trade Centers (Originaltitel: 911 Mysteries Part 1: Demolitions) ist ein im Jahr 2006 produzierter Dokumentarfilm von Sofia Shafquat über die Terroranschläge am 11. September 2001 mit der Zerstörung mehrerer Gebäude des World Trade Centers in New York. Der Film propagiert Verschwörungstheorien zu den Anschlägen. Auf dem Videoportal Google Videos wurde er bis Mitte 2007 etwa 2,7 Millionen Mal abgerufen.

## Inhalt
Der Film gibt eine Verschwörungstheorie zu den Terroranschlägen vom 11. September 2001 wieder, wonach die Türme im Wesentlichen durch Sprengstoff im Innern zum Einsturz gebracht wurden.
Sofia Shafquat (Pseudonym: Sophia Smallstorm) geht der Frage nach, ob tatsächlich allein die Einschläge der beiden Flugzeuge in die Gebäude WTC1 und WTC2 („Twin Towers“) und die darauf folgenden Brände verantwortlich für die Zerstörungen gewesen sein können. Anhand verschiedener Videoaufnahmen des Einsturzes von WTC1, WTC2 und WTC7, Aufzeichnungen von Funksprüchen der Einsatzkräfte während der Evakuierungsmaßnahmen und Interviews unter anderem mit Augenzeugen werden mehrere Aspekte der offiziellen Erklärungen angezweifelt.
Zu Beginn steht der Einsturz der beiden Hauptgebäude des WTC-Komplexes, der „Twin Towers“, im Mittelpunkt. Nach dem Untersuchungsbericht der Federal Emergency Management Agency (FEMA) führten die Einschläge und die darauf folgenden Brände des Kerosins der beiden in die Gebäude gestürzten Boeing-767-Großraumflugzeuge zur Schwächung der Stahlträger und schließlich zum Zusammensturz der beiden Hochhäuser. Dem entgegen wird im Film behauptet, dass der Großteil des Kerosins bereits bei den Explosionen unmittelbar nach den Einschlägen verbrannt sei und die auf Filmaufnahmen der Katastrophe sichtbare Rauchentwicklung darauf hindeute, dass die Feuer in den Gebäuden mangels Sauerstoff nur einen Schwelbrand bildeten. Demnach hätte die Hitzeentwicklung nicht ausgereicht, die tragenden Stahlstrukturen der Gebäude so zu schwächen, dass sie versagten.
Vergleiche mit Filmaufnahmen gezielt gesprengter Gebäude und Gespräche mit Sachverständigen für solche Sprengungen sowie Detailaufnahmen der Einstürze der WTC-Gebäude – sowohl der „Twin Towers“ wie auch von WTC7 – sollen angeblich darauf hinweisen, dass die drei Bauwerke gesprengt wurden. Zur Vorbereitung dieser Sprengungen vor dem 11. September 2001 hätten tagelang Bauarbeiter unkontrollierten Zugang zu Teilen der später zerstörten Türme gehabt und hätten Sprengladungen in mehreren Etagen angebracht. Weiterhin seien Büros zu dieser Zeit häufig verstaubt gewesen, wenn Mitarbeiter morgens zur Arbeit kamen, was auf vorherige Arbeiten in den Türmen hinweise. Der Film untermauert diese Darstellung durch eine Reihe von Augenzeugen, die bereits vor den Einschlägen der Flugzeuge von Explosionen in den tieferen, unter Straßenniveau gelegenen Etagen von WTC1 und WTC2 berichteten. Untersucht wird weiterhin die hohe Geschwindigkeit des Zusammenfalls, die höher gelegen habe als ein freier Fall, während zu erwarten gewesen wäre, dass der Einsturz durch die unten liegenden Stockwerke verlangsamt werde.
Breiten Raum nimmt in der Dokumentation schließlich der Einsturz eines Nebengebäudes, des Büro- und Verwaltungsgebäudes WTC7, ein. Zum Zeitpunkt seines Einsturzes war es, obwohl anscheinend weit weniger beschädigt als näher an den beiden Hochhäusern stehende Bauten, evakuiert worden. Als es einstürzte, wurden unter anderem die Untersuchungsakten der Börsenaufsicht (SEC) zu den Skandalen um Enron bezüglich eines 70-Mrd.-Dollar-Betruges und California Electricity vernichtet. Shafquat behauptet, dass dieses Gebäude und diese Aktenbestände ein wesentliches oder das eigentliche Ziel der behaupteten Sprengungen gewesen seien.

## Rezeption
Der US-Filmkritiker Christopher Null bemerkte angesichts der DVD-Veröffentlichung 2007, dass der Film zwar einige interessante Gedanken enthalte, etwa zu WTC7, er sei aber letztlich zu sehr in der eigenen Verschwörungstheorie gefangen, um diese Gedanken angemessen zu verfolgen. Er spricht von grundlegenden logischen Fehlern der Argumentation des Films, die überwiegend bereits durch Common Sense widerlegt würden.

## Deutschsprachige Erstausstrahlung
Der Film wurde vom Österreichischen Rundfunk im Programm der Donnerstag Nacht auf ORF 1 erstmals am 6. September 2007 ausgestrahlt. Der erste deutsche Sender, der ihn zeigte, war am 8. September 2007 der Privatsender DMAX, weitere Ausstrahlungen folgten über VOX.